# 王德化 (明朝宦官)
王德化（？年—？年），大同人，崇祯时司礼监太监、掌管东厂，時稱「二王公」。

## 生平
崇禎末年為司禮監太監。崇禎十四年八月，帝親臨太學，令王德化“率群臣習儀於太學”，闖王李自成陷北京，王德化開德勝門迎李自成，當時朝廷文武百官囚服立午門外，上箋勸進。德化看到這些大官就生氣，大罵：“誤國賊，天子何在？汝輩來此何幹！”看見人即揮拳毆打，看到的人皆撫掌稱快。但據楊士聰的《甲申核真略》，當中則駁斥以上言論，反而記錄當時王德化是兵部尚書張縉彥後出言嘲諷說「老先生尚在此耶？明朝事都是你與魏閣下壞了」，隨後令人掌其面而去，王德化投靠李自成後揚揚自得，以為嘻笑，根本并非為崇禎帝與明朝而憤慨。

## 异闻
相傳甲申之變前王德化曾帶著崇禎帝喬裝出城，讓人測字，評定禍福。崇禎寫了“有”字遞給測字先生，測字先生大驚說：「『有』字，上為『大』字少了一橫，下為單個『月』字，『明』字去了一半，能測出大明江山折半，想必公是宮闕之尊者。」崇禎否認後，改測「友」字，測字先生又說：「這是『反』字出了頭，反軍要打來了。」崇禎大怒，又寫了一個“酉”字，測字先生居然說：「此為『尊』者上無头，下無足。」崇禎心驚而去。